# Manele Labidi
Manele Labidi de nombre completo Manele Labidi Labbé (París, Isla de Francia, 1982) es una guionista y directora franco - tunecina.

## Trayectoria
Labidi estudió ciencias políticas y economía en la Universidad de París. Después trabajó en empresas financieras durante varios años antes de comenzar a escribir. Su dedicación a la escritura supuso un cambio en su trabajo. Escribió guiones para teatro, radio y televisión. La experiencia de estos años formó a Labidi en la expresión de emociones humanas mediante historias narrativas y descriptivas argumentadas con diálogos, una base que utilizará en su largometraje Un diván en Túnez.
En 2016, participó en el programa de escritura de La Femis. Su primer cortometraje, Une chambre à moi (2018), es una variación tragicómica del ensayo de Virginia Woolf, Une chambre à soi. En 2019 estrenó su primer largometraje, Un diván en Túnez del que escribió el guion además de dirigirlo. Este largometraje ha sido reconocido en Festivales de cine internacional como los festivales de 2019 de Venecia y Valladolid con diferentes premios.

## Obra seleccionada

### Una habitación mía
Un cortometraje de 17 minutos estrenado en octubre de 2018 y realizado en color. Labidi relata la emoción humana a través de la calidez de la fotografía y los diálogos espontáneos. Una recreación del ensayo Una habitación propia de la escritora Virginia Woolf. El acceso a la educación de la mujer es el tema que se plantea. Las diferentes problemáticas se analizan con la visión puesta en la comprensión de las emociones. Educación y emociones enlazan las preocupaciones de esta directora con la directora zaragozana Pilar Palomero en su largometraje Las niñas.

### Un diván en Túnez
Este largometraje estrenado en 2019 ha recibido diferentes reconocimientos en festivales internacionales. Es una historia vital de una mujer independiente que desea iniciar su trayectoria profesional como psicoanalista en Túnez (ciudad), el país donde nació ella y sus antepasados, tras vivir en París. La historia se centra en los problemas que tiene la protagonista, Selma para asentar su consulta en un barrio popular tunecino. La diferencia de culturas y de hábitos crean confusión en las lecturas que hace Selma de los hechos que le rodean. La experiencia de sus padres como inmigrantes tunecinos en Francia subyace en las emociones que transmite Selma las pocas veces que las expresa a lo largo de la película, ya que la experta en psicoanálisis es Selma, y en la película se cuentan las emociones de sus pacientes.

## Reconocimientos
- 2017 Sopadin Gran Premio a la mejor guionista por su proyecto Arab Blues[1]
- 2019 Festival Internacional de Cine de Venecia: Premio del público por Un diván en Túnez.[8]
- 2019 Semana Internacional de Cine de Valladolid (SEMINICI). Sección Oficial: Un diván en Túnez